# Lifeboat (Kurzfilm)
Lifeboat (deutsch Rettungsboot; eigene Schreibweise LIFEBOAT) ist ein englischsprachiger Dokumentar-Kurzfilm unter Regie von Skye Fitzgerald, der auch den Film mitproduzierte. Er handelt von Freiwilligen der deutschen Non-Profit-Organisation Sea-Watch, die auf dem Mittelmeer vor Libyen Migranten von sinkenden Flößen retten. Der Film wurde erstmals am 1. August 2018 auf dem Traverse City Film Festival gezeigt.
Lifeboat ist bei der Oscarverleihung 2019 in der Kategorie Bester Dokumentar-Kurzfilm nominiert.

## Inhalt
Der Film wurde 2016 gedreht. Filmemacher Fitzgerald begleitete die Sea-Watch-Crew unter Kapitän Jon Castle für zwei Wochen auf der Fahrt mit dem umgebauten Forschungsschiff Zodiac vor der Küste Libyens. Der Film zeigt die Mission durch die Augen von Jon Castle (1950–2018). Castle war lange Greenpeace-Skipper auf der Rainbow Warrior. 2016 meldete er sich freiwillig für die Sea-Watch-Mission.

## Produktion
Der Film ist der zweite Teil einer geplant dreiteiligen Dokumentarkurzfilmreihe von Fitzgerald. Der erste Film war 50 Feet from Syria von 2015.

## Auszeichnungen und Nominierungen
Auf dem Traverse City Film Festival erhielt Lifeboat eine lobende Erwähnung. Beim Telluride Mountainfilm Festival gewann er den Preis für die Beste Kurzdokumentation. Lifeboat erhielt auf dem Crested Butte Film Festival einen „Action and Change Together“-Preis (ACT Now). Die Jury des BendFilm Festivals zeichnete den Film als Beste Kurzdokumentation aus. Beim Woodstock Film Festival wurde die Dokumentation mit dem Maverick-Preis für den Besten Dokumentar-Kurzfilm ausgezeichnet.
Für die Oscarverleihung 2019 wurde der Film in der Kategorie Bester Dokumentar-Kurzfilm nominiert. Beim Hamptons International Film Festival war Lifeboat Wettbewerber um den Preis für die Beste Kurzdokumentation, verlor aber gegen Guaxuma von Nara Normande. Die International Documentary Association nominierte Lifeboat 2018 für den Bester-Dokumentar-Kurzfilm-Preis.